# Esterbergalm

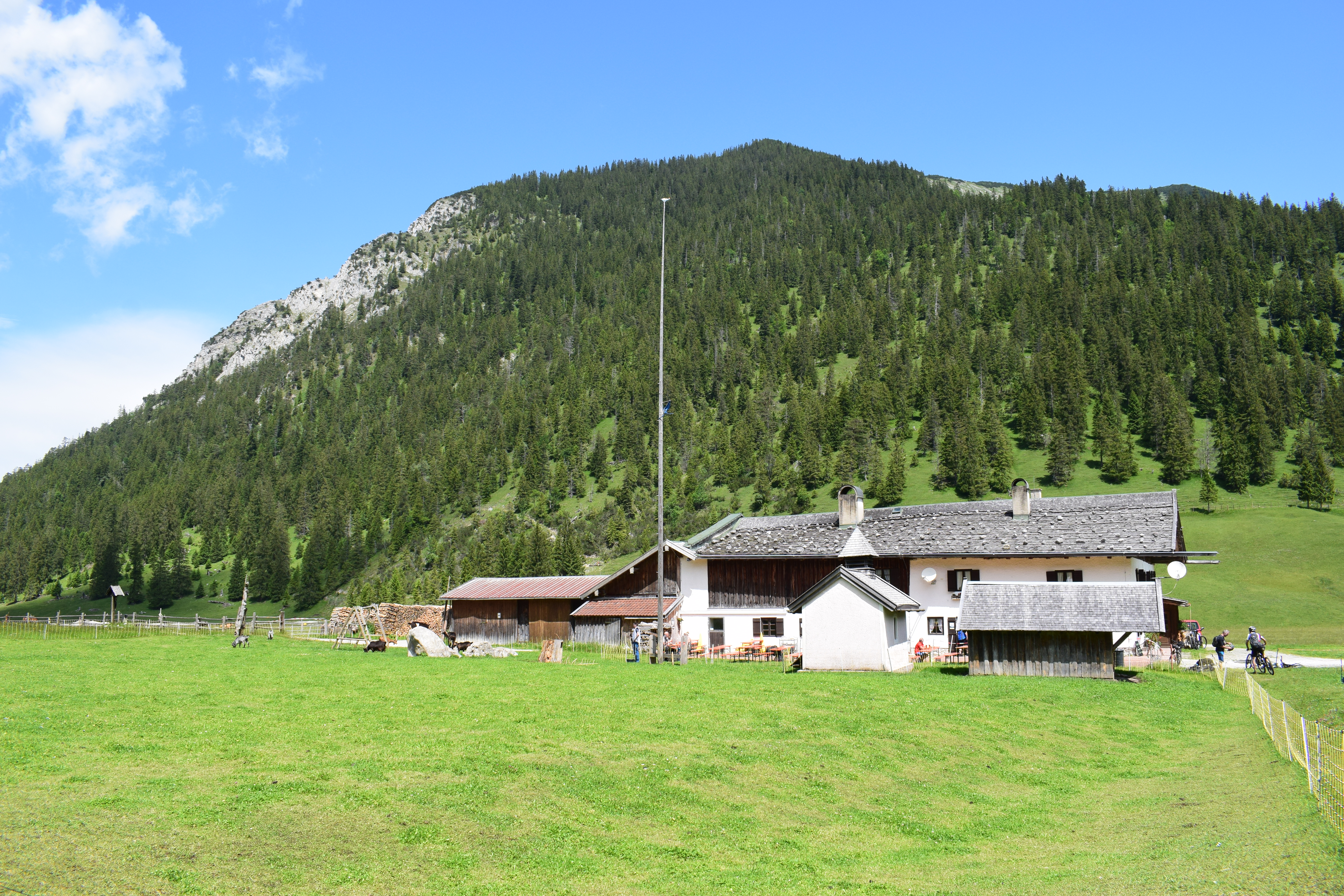
Esterbergalm ein zweigeschossiger, teilweise verbretterter Putzbau mit Legschindel-Flachsatteldach, wohl 18. Jahrhundert; der Berg dahinter ist der Hohe Fricken

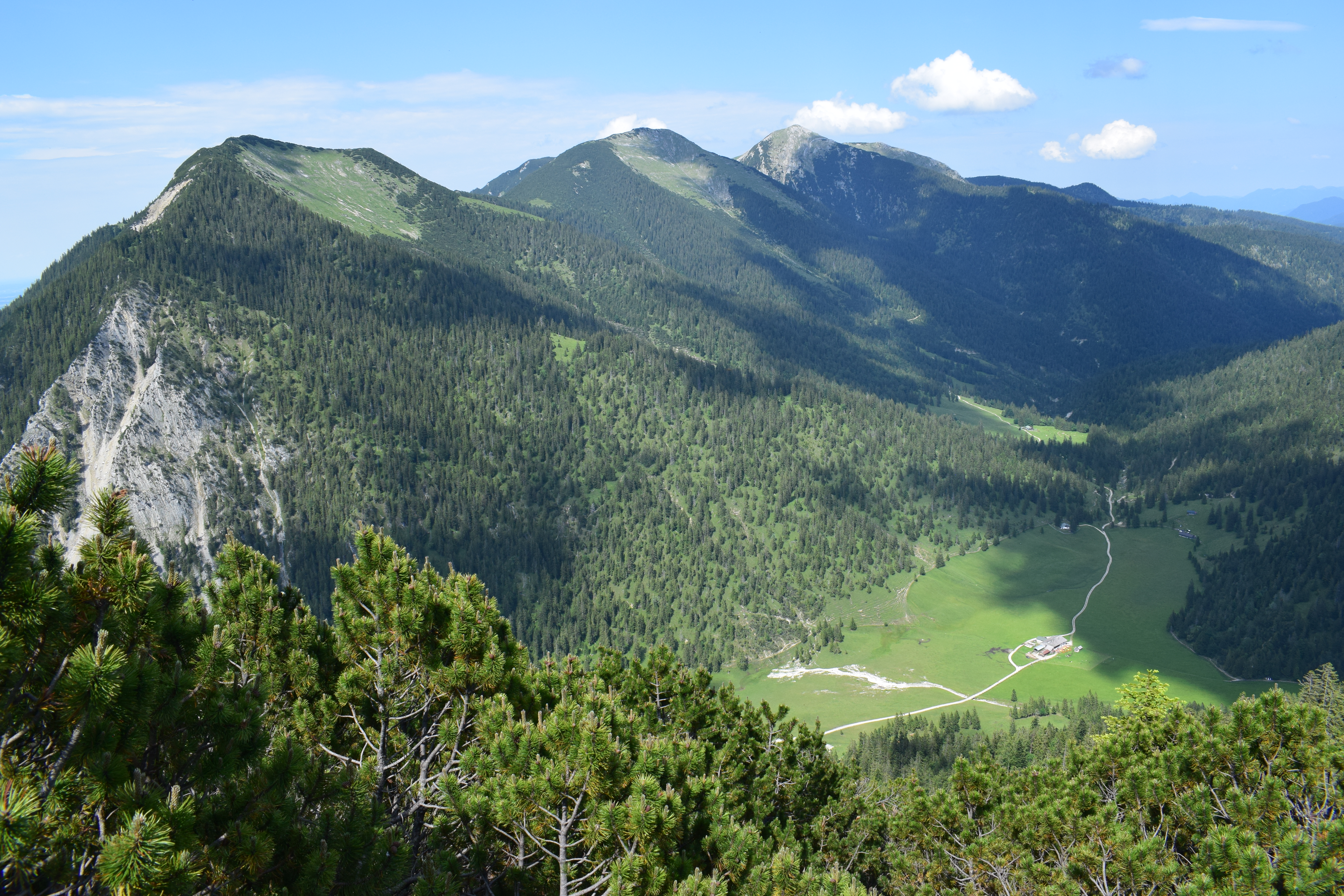
Blick vom Ameisenberg (Wank) auf die Esterbergalm (im Hochtal) und von links nach rechts auf die Gipfel des Estergebirges: Hoher Fricken, Bischof und Krottenkopf

Die Esterbergalm ist eine Alm mit einem Berggasthof im Werdenfelser Land.
Die 1380 urkundlich erwähnte Esterbergalm liegt auf 1262 m Höhe in einem Hochtal zwischen Wank und Hohem Fricken. Seit 1545 gehört sie dem Markt Garmisch-Partenkirchen und ist an einen Landwirt verpachtet, der Landwirtschaft und Gastwirtschaft betreibt. Im Umfeld des Hofes befindet sich die Josefs-Kapelle von 1803. Die Alm ist ein Ausgangspunkt für Wanderziele in der Umgebung.
Die Esterbergalm erreicht man am besten auf der weitgehend asphaltierten in nördlicher Richtung ansteigenden Forststraße. Diese verläuft von der Talstation der Wankbahn 740 m ü. NHN in Partenkirchen über die Daxkapelle 972 m ü. NHN zum nun östlich ausgerichteten Sattel 1273 m ü. NHN zwischen Wank und Hohen Fricken in das Hochtal der Esterbergalm.

## Denkmalschutz
Die Esterberg-Alm steht unter Denkmalschutz und ist unter dem Aktenzeichen D-1-80-117-276 in der Denkmalliste des Bayerischen Landesamtes für Denkmalpflege erfasst. Zum Denkmal gehört unter demselben Aktenzeichen auch die neben der Alm stehende Josefs-Kapelle.